# Silvânia (kommun)
Silvânia är en kommun i Brasilien.   Den ligger i delstaten Goiás, i den sydöstra delen av landet, 110 km sydväst om huvudstaden Brasília. Antalet invånare är 19 096.
Följande samhällen finns i Silvânia:
- Silvânia

Omgivningarna runt Silvânia är huvudsakligen savann. Runt Silvânia är det mycket glesbefolkat, med 7 invånare per kvadratkilometer.